# لعبة فيديو ذات عرض جانبي

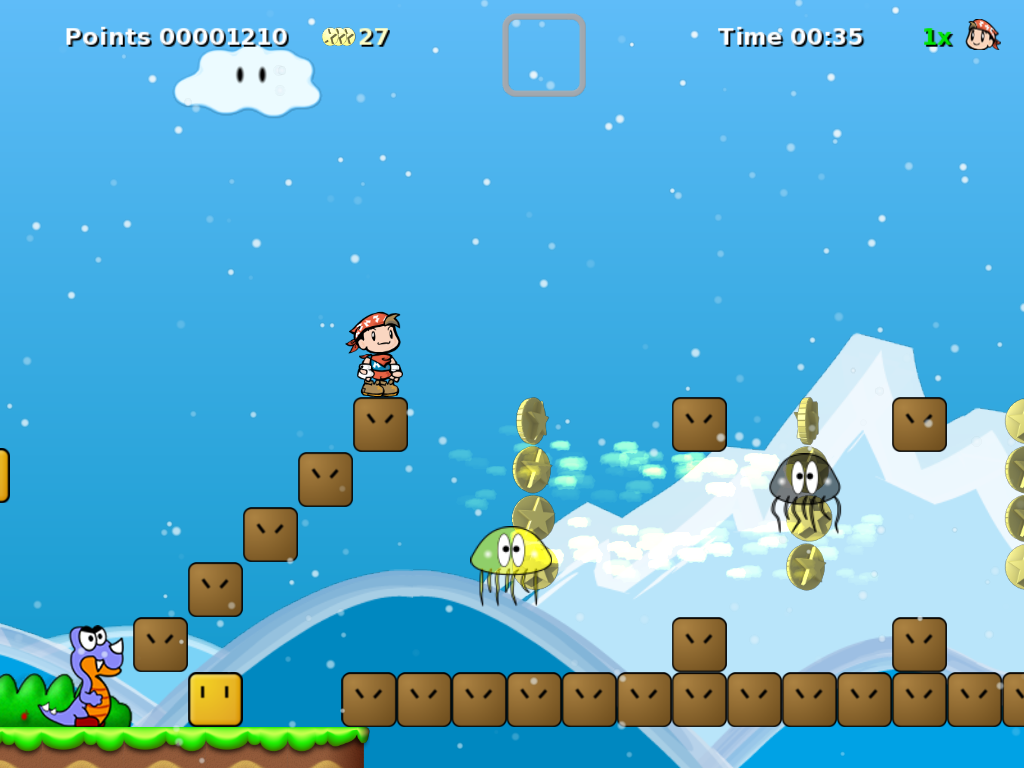
سجلات ماريو السرية ، لعبة فيديو ذات عرض جانبي

لعبة فيديو ذات عرض جانبي (بالإنجليزية: Side-scrolling video game) هي لعبة يتم عرضها من زاوية جانبية حيث تتبع الشاشة اللاعب أثناء تحركه يسارًا أو يمينًا. 

## استخدام العرض الجانبي
الاستخدام الشائع للالعاب ذات العرض الجانبي هو في ألعاب المنصات (المنصات). سوبر ماريو بروس (1985) هو مثال على لعبة منصات.

## أنظر أيضا
- 2.5 دي
- الوجه الشاشة
- تمرير مناظر
- التمرير
- لعبة منصات